# 利佐
利佐（法語：Lizos）是法国上比利牛斯省的一个市镇，位于该省北部，属于塔布区。该市镇总面积1.73平方公里，2009年时的人口为102人。

## 人口
利佐人口变化图示